# Deceuninck
Deceuninck NV er en belgisk producent af systemer i PVC-plastik. Deres produkter omfatter vinduer, døre, interiør, tag & beklædning og terrasser. Virksomheden blev etableret i 1937 og har hovedkvarter i Hooglede. De driver forretning i over 75 lande og har 35 datterselskaber.
Siden 2022 har de været navnesponsor for cykelholdet Alpecin-Deceuninck.